# 磯野志歩
磯野 志歩（いその しほ、2002年10月22日 - ）は、日本の女子バスケットボール選手である。ポジションはポイントガード。Wリーグの東京羽田ヴィッキーズ所属。

## 来歴
福岡県出身。
福岡大若葉高校からアメリカに留学し、タコマ・コミュニティカレッジ、ウェスタンネブラスカコミュニティカレッジの二つの短大でプレーした後、サザンユタ大学に編入し、インカーネイト・ワード大学を卒業。
2025年11月、東京羽田ヴィッキーズ加入。